# Bucket-Dämpfer

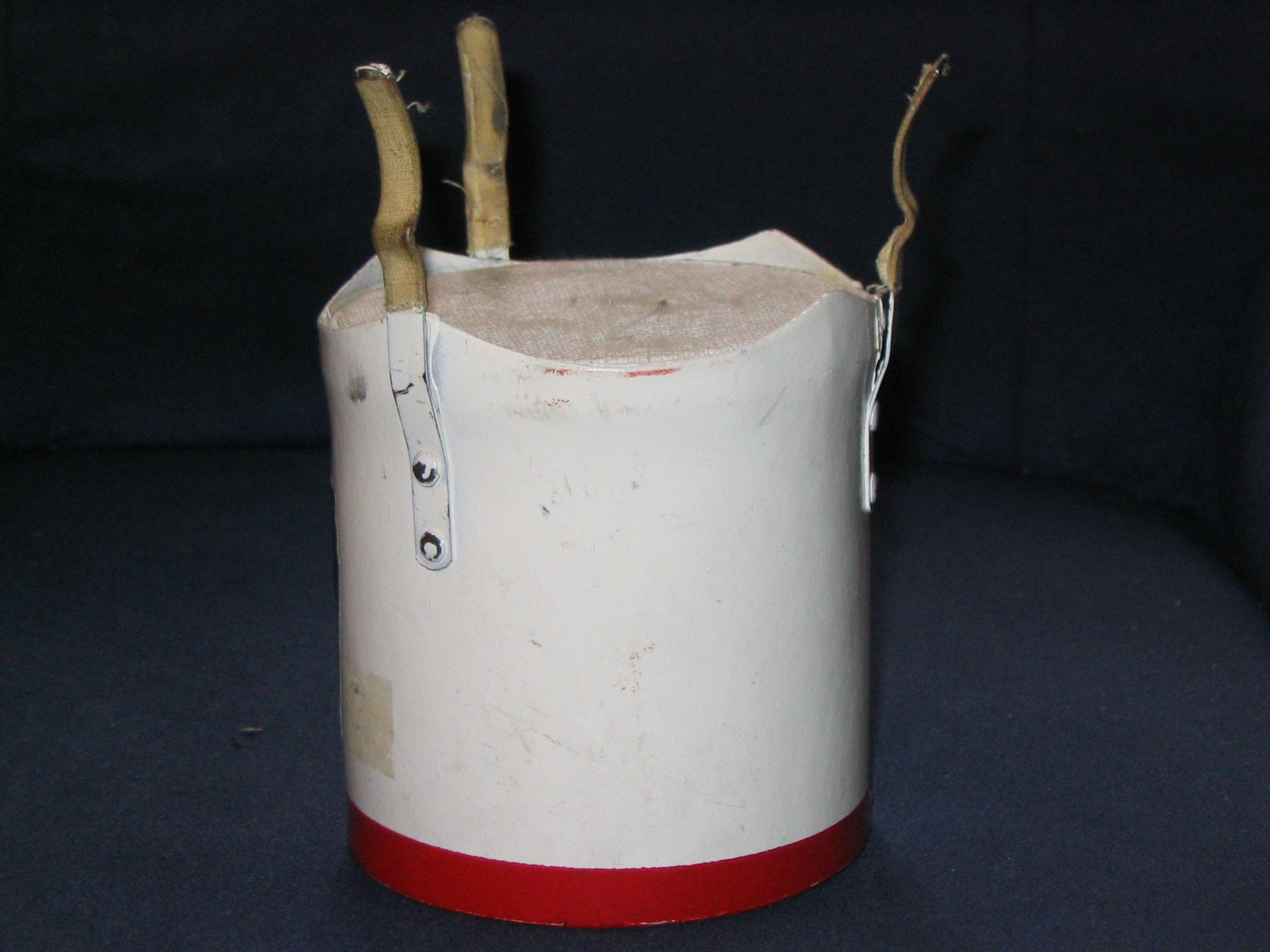
Bucket

Der Bucket-Dämpfer (kurz Bucket, auch Velvet-Dämpfer) ist ein Dämpfer für Blechblasinstrumente, vor allen Dingen für Trompete und Posaune. Sein Name rührt aus seiner Bauform her, die einem Eimer (englisch bucket) ähnelt. Er ist mit weichem Stoff, wie z. B. Filz gefüllt und erzeugt einen weichen Klang.